# 루이지 루케니
루이지 루케니(이탈리아어: Luigi Lucheni, 1873년 4월 22일 ~ 1910년 10월 19일)는 이탈리아의 대표적인 아나키스트로서, 오스트리아 황후이자 헝가리 왕비였던 바이에른의 엘리자베트를 살해한 사람으로 유명하다.

## 생애
그는 프랑스 파리에서 태어난 이탈리아인이었으나, 태어나자마자 어머니에게 버려졌고, 비참한 생활을 살게된다. 후에 스위스로 이민을 갔으며, 그 곳에서 무정부주의자가 되었다.
원래 그는 움베르토 1세를 암살하려 하였으나, 한 나라의 국왕인 그는 수 많은 인원의 철저한 보호를 받고있었으므로, 포기하였다. 대신 프랑스의 오를레앙파 왕위 요구자였던 필리프 도를레앙을 암살하려고 하지만, 그에게 갑작스런 사정이 생겨 그는 제네바에 오지 않았다.
결국 제네바에서 머물고 있었으며, 매우 소수의 인원만 데리고 다니던 바이에른의 엘리자베트를 쇠꼬챙이로 가슴을 깊숙이 찔러 살해했으며, 곧 스위스 당국에 체포당하였다.
그 곳에서 그는 엘리자베트가 매우 소수의 인원을 데리고 다녔기에, 평범한 귀족 부인인줄 알았다고 진술하였다. 그러나 실제로는 그는 오스트리아 황후가 스위스에 체류 중이라고 보도한 신문 덕에 그녀가 황후인 것을 알고서 노린 것이었다. 그는 사형을 원했지만, 스위스에선 그에게 무기징역을 선고하였고 이에 그는 추가 재판을 요구하지만 재판 결과는 똑같았고, 결국 그는 1910년 10월 19일 벨트로 목을 매어 자살하였다.